# Mauricio Martínez Zambrano
Mauricio Martínez Zambrano (n. Santiago, Chile; 2 de noviembre de 1982), poeta chileno.

## Obras

### Present Tense
Libro publicado el 30 de noviembre del 2005, en el cual contó con 16 poemas."Quiero Enamorarme" fue el poema que promocionó al libro antes de su salida. Los poemas fueron escritos entre febrero y noviembre de 2005.Las fotografías estuvieron a cargo de Luis Martínez.

#### Listado de Poemas
- Ángel.
- Ángeles y Demonios.
- Be Here Now.
- Buen Hombre.
- En Fin.
- Escúchame.
- Estilo de Vida.
- Experiencia No-Requerida.
- Flores de Maravilla.
- Fuera del exilio.
- No Morning.
- Pero No Tú…!!!
- Present Tense
- Quiero Enamorarme.
- Rey del Dolor.
- Todo el Amor del Mundo.

### Cuando Dejar de Soñar es Morir
Libro publicado el 22 de septiembre de 2006, cuenta con 28 poemas. "Habitante de Tir Na Nog" y "Ahogante Lágrimas" fueron los poemas que promocionaron al libro antes de su salida. Los poemas fueron escritos entre febrero y julio de 2006. Las fotografías estuvieron a cargo de Francisco Veloso y Mauricio Martínez. 

#### Listado de Poemas
- Habitante de Tir Na Nog.
- Sentir Las Luces.
- Y Todo Sigue.
- A. A. A.
- Mi Casa En invierno.
- Las Calles Con/Sin Nombre.
- De Maleantes, Riesgos, Vivir... y ¡¡¡Valparaíso!!!
- Política Gubernamental.
- No es tan sólo.
- ¡¡¡Aleluya!!!
- Un Mensaje...
- ¿Porque No Hay Nadie?
- La Ayuda.
- Respuesta a MI Asalto.
- Ahogantes Lágrimas.
- Visibilidad Reducida.
- Carta Para Thom. (¡¡¡Bota Hacia Afuera!!!)
- Desperdicio.
- Coquetos Versos Misteriosos.
- Enfréntate Al Diablo.
- ...ame!!!
- EE.UU. En Estado De Coma.
- Niño Afgano, Irakí...
- Estrella Solitaria.
- Adiós.
- Luz.
- Escucha Nuestros Gritos.
- Seguir Vivo.

### Ciudad Gris
Libro que se publica el 11 de marzo de 2008, cuenta con 51 poemas, los cuales se escribieron entre diciembre de 2006 y enero de 2008. Las fotografías son realizadas por Mauricio Martínez entre octubre de 2007 y enero de 2008. "Parque Forestal" y "是" son los poemas que promocionaron a Ciudad Gris antes de su publicación.

#### Listado de Poemas
- Ciudad Gris
- Poe$ía $in Pe$o
- Ya No Hay Futuro
- Parque Forestal
- Obsérvate
- Palabras de Desdicha
- Que de Ayer de Ayeres
- Si Pudiéramos [Parte 1]
- Dios
- Caminito
- The Gangster
- Full Moon
- Negrita Querida
- Te Estuve Apreciando
- De Diabla Pasaste a Ángel
- En la Alameda Reinante
- Mujeres en Manada
- ¿Dónde Estás, Mi Amor?
- Extraño, Verbo en Pasado
- Princesa Tarí
- Que Encuentres Un Amor Parecido A Esta Teoría
- Varado En El Muelle Barón
- Dormí, Desperté & Soñé, Pensé
- Si Pudiéramos [Parte 2]
- ¿Cuántos Murieron Por Esta Paz?
- Mala Salud
- Trabajo Infantil (De la voz de un niño verdad, experimental, existencial, senatorial
- No Se Necesita De Farándula
- Síntoma: Belleza
- Femicidio N.º 46
- Paranoide Por Evitación
- Grado, Posgrado, Magíster
- Oficina de Cobranza
- Andén 7
- Si Pudiéramos [Parte 3]
- Personaje de Sombrero y Bolso
- 24 - 4
- 是
- Receta Para Estar Triste
- En el Concierto Serrat – Sabina
- Personajes Del Teatro De La Verdad & Imaginación
- No Entiendo Como Me Tuviste Tanto Odio
- Morena En El Vagón De Trenes
- Poem For A Film
- Despierte & Despierte
- Que me Conecto con un sueño, con el mundo
- Altura de Miras
- A Las Puertas Del Jardín Por Rozar
- Cuatro Minutos De Advertencia
- Un Verso Al Día
- Los Últimos Versos Del Poeta Sentado En La Vereda